# 漕宝路
漕宝路，是中国上海市市区西南部的一条交通干道，跨徐汇区和闵行区两区。东起漕溪路、沪闵路、龙漕路口，西至七宝镇接沪松公路，全长8220米，宽42米，是市中心区连接松江区的干道。漕宝路最初修筑于1936年，当时以该路东端的漕河泾镇和西端的七宝镇各取一字命名。
该道路的莲花路口以西路段被上海市路政部门编为上海省道  沪松卫线公路的一部分。

## 交会道路（东向西）[2]
- 漕溪路、沪闵路接龙漕路
- 钦州路
- 习勤路
- 柳州路
- 桂林路
- 苍梧路
- 虹漕路、虹漕南路
- 桂箐路
- 桂平路
- 虹梅路
- 古美路
- 莲花路
- 万源路
- 合川路
- 龙茗路
- 虹莘路
- 星东路
- 紫琅路、星中路
- 环东一路
- 外环线
- 星强街
- 新镇路
- 号文路
- 北横沥路
- 吴宝路、民主路
- 七莘路接沪松公路

## 轨道交通
- 漕溪路、沪闵路口：112漕宝路站
- 桂林路口：1215桂林公园站
- 虹漕路、虹漕南路口：12虹漕路站
- 古美路及莲花路口：12虹梅路站
- 紫琅路、星中路、环东一路之间：9星中路站
- 七莘路口：9七宝站

## 沿途地标建筑
- 光大会展中心
- 上海腾讯大厦
- 漕宝路七号桥碉堡